# Argyrolepidia goldiei
Argyrolepidia goldiei là một loài bướm đêm trong họ Noctuidae.